# 傑森·劉易斯
傑森·劉易斯（Jason Mark Lewis，1955年9月23日—）是美國明尼蘇達州的一位共和黨政治家、前廣播脫口秀節目主播、作家。在2009年到2014年，他主持廣播節目傑森·劉易斯秀。2016年，他當選為明尼蘇達州第二國會選區的美國眾議院議員。